# Gegants del Casc Antic
Gegants del Casc Antic són dos gegants, en Peret el Fanaler i la Marieta de l'Ull Viu, que nasqueren de la voluntat de representar dos barris del nucli antic barceloní, Sant Pere i la Ribera. La figura del gegant representa un fanaler del final de segle xix, ofici molt característic de la zona a l'època. El van batejar amb el nom de Peret per homenatjar el patró del barri, Sant Pere. Té les mans ocupades amb un fanal i una torxa, que el relacionen directament amb la seva ocupació i que s'il·luminen quan és fosc.
La Marieta de l'Ull Viu representa un personatge real que vivia a la Ribera. La llegenda explica que solia anar a la Font del Gat de Montjuïc acompanyada d'un soldat, que més tard la va deixar embarassada i la va abandonar. Aquesta dissort la va fer fugir del barri i va motivar la cançó que ha arribat fins avui. Porta una indumentària ben típica de l'època, com en Peret, i té un cistell amb clavells a l'una mà i un mocador de puntes a l'altra.
La història dels Gegants del Casc Antic arrenca al principi dels noranta. Un grup de joves amants de la cultura popular va voler treure els gegants del barri, tancats de feia anys a les dependències parroquials de Sant Pere de les Puelles, però el rector s'hi va negar. Per això decidiren de crear-ne uns de nous que representessin tot el nucli antic i van encomanar-los a Toni Mujal.
Les figures es van estrenar dia 5 de febrer de 1995 en un acte ben singular, perquè tots els gegants de la Ciutat Vella en van voler ser els padrins.
En Peret el Fanaler i la Marieta de l'Ull Viu celebren la festa pels volts de Sant Pere, el 29 de juny, amb una trobada de gegants. Així mateix, participen sempre en les festes principals de la ciutat, les de la Mercè i les de Santa Eulàlia i, si s'escau, en les d'alguns altres barris de la Ciutat Vella i de les poblacions on són convidats.